# Mia Söderberg
Mia Söderberg, född 1961, är en svensk författare som ger ut skönlitterära böcker, främst i genren feelgood. Hennes mest kända serie om hittills sju titlar är Villa Vildros. Hon har också skrivit serien om Maja samt de två böckerna Den 25 april och Den 26 april.   
Mia har tidigare även skrivit ett trettiotal barnböcker.  
Hon är bosatt på Kungsholmen i Stockholm och i Spanien.  